# Tata Duende
Tata Duende, también conocido como el dueño del monte, es un ser mitológico del folclore de Belice, considerado como un espíritu poderoso que protege a los animales y la selva. Esta criatura ha aparecido en un sello postal de Belice como parte de una serie sobre el folclore. El nombre de Tata Duende viene del maya yucateco tata, que quiere decir abuelo o anciano, y la palabra española duende, esta última originada de la contracción de la locución dueño de casa o duen de casa, y originalmente se conceptualizó como un espíritu rebelde que habitaba una casa. Se dice que si alguien se encuentra con Tata Duende en el bosque, deberá mostrar las manos ocultando los pulgares o él los arrancará. No obstante, se le considera un espíritu cariñoso.
Al Tata Duende generalmente se le describe como un ser de baja estatura que tiene un tamaño de cerca de 1.2 m de altura, es arrugado y peludo, con tacones puntiagudos y carecería de los pulgares. Él a menudo andaría vestido de pieles o trapos y siempre llevaría un sombrero grande. A veces también llevaría un machete, una guitarra o un palo.
Según la leyenda, la presencia de Tata Duende se siente al entrar en la selva de Belice. Sin embargo, hay que ser extremadamente cuidadosos para no provocar la ira de Tata Duende, ya que su ira puede ser mortal. Tiene un don para el lenguaje, la música y poderes hipnóticos. El Tata Duende también ha sido utilizado como un asustador de niños para que los niños se comporten bien. También hay quienes dicen que este espíritu podría ser invocado por un chamán maya, con incienso y oraciones.

## Origen
Tata Duende es un famoso personaje folclórico común a la cultura maya y la cultura mestiza. Según diferentes historias, el Tata Duende es bien conocido por atraer a los niños a la selva, por lo tanto, el se ha utilizado para asustar a los niños para que se comporten bien. Los agricultores culparían al Tata Duende si ocurrieran cosas extrañas en la granja. Por ejemplo, era común ver la melena trenzada de un caballo y se afirma que estas trenzas serían difíciles de soltar, a veces tenía que cortarse. El verdadero origen del «Tata Duende» no parece estar claro, ya que muchos países pueden tener descripciones similares pero nombres diferentes. Sin embargo, el término «Tata Duende» parece estar acuñado en el folclore beliceño. Entre los mayas yucatecos de Belice, a Tata Duende se le conoce como Nukuch Tat o Tata Balam, se lo ve como un buen espíritu guardián maya del bosque, los animales y los humanos. Los mayas yucatecos de Belice continúan ofreciendo ofrendas al duende de Tata para su protección y ayuda.

## Descripción
Las personas que afirmaron haber visto el Tata Duende dijeron que tenía unos 3 pies de altura y que llevaba un sombrero de ala ancha. A veces llevaba un sombrero rojo y piel de animal para la ropa. También se le describe con los pies apuntando hacia atrás y sin los pulgares. Los padres les dirían a sus hijos que si alguna vez se toparan con esta criatura para ocultar sus pulgares o el Duende la mordería. Algunas historias de personas que se han encontrado con el Tata Duende dicen que podrían reconocerlo debido a su distintivo silbato. Otros dicen que fuma cigarros y toca la guitarra.
La criatura fue investigada en un episodio de la quinta temporada de Destination Truth, donde se especuló que los avistamientos de Tata Duende podrían ser del mono araña indígena.

## Historias
Hay muchas historias que advierten a las personas que sean cautelosas en las granjas o la jungla cuando caminan solos. El Duende tiene un interés especial en los niños donde los atraería más profundamente en el bosque y la única forma de escapar de él sería ocultando los pulgares y mostrando solo los cuatro dedos, así Tata Duende pensaría que eres como él y te dejaría ir. Otras historias dicen que el Duende aparecería principalmente durante la Temporada de Cuaresma, especialmente el Viernes Santo. También es conocido por trenzar las crines de los caballos y el cabello de las niñas. Además, se sabe que Tata Duende a menudo se transforma en un animal pequeño, o incluso en alguien que conoces. Entre los mayas yucatecos, se cree que Tata Duende (Nukuch Tat) protege a los niños en el monte. Muchos mayas yucatecos piden permiso al Nukuch Tat antes de ingresar al bosque o antes de entrar a cazar.